# Austropsocus hyalinus
Austropsocus hyalinus är en insektsart som beskrevs av Thornton, Wong och Courtenay N. Smithers 1977. Austropsocus hyalinus ingår i släktet Austropsocus och familjen Pseudocaeciliidae. Inga underarter finns listade i Catalogue of Life.